# Leongino Unzaín
Leongino Unzaim (Guarambaré, 16 de maio de 1925 - data de morte desconhecida) foi um futebolista paraguaio que atuava como atacante.

## Carreira
Leongino Unzaim fez parte do elenco da Seleção Paraguaia de Futebol, na Copa do Mundo de 1950 no Brasil.